# Maria Angeles Bekeredjian
Maria Angeles Bekeredjian, mais conhecida como Angela Detetive, (Espanha, 19 de outubro de 1942 - São Paulo 19 de novembro de 2013), foi uma espanhola que chegou em São Paulo nos anos 1950. Formada em psicologia e considerada pelas mídias, uma das primeiras detetive mulher do Brasil.